# Grewia elyseoi
Grewia elyseoi là một loài thực vật có hoa trong họ Cẩm quỳ. Loài này được Cavaco & Simoes mô tả khoa học đầu tiên năm 1954.